# Stora Björn
Stora Björn är en ö belägen en knapp nautisk mil sydväst om Ålö, i södra delen av Stockholms skärgård.
Stora Björn är en privatägd ö, bebyggd på sin västra sida, men tillgänglig med småbåtar på den södra havssidan och den vackra östra sidan med sin skyddade lagun, sina singelbeströdda stränder och sitt berg med jättegrytor.